# Bataille de Gravelines (1558)
Onzième guerre d'Italie
Batailles
- Saint-Quentin (1557)
- Calais (1558)
- Thionville (1558)
- Gravelines (1558)

Pour les articles homonymes, voir Bataille de Gravelines.
La bataille de Gravelines (13 juillet 1558) est une victoire de l'armée espagnole commandée par le comte d'Egmont sur l'armée française du maréchal de Thermes.

## Contexte
Le 8 janvier 1558, François de Guise a repris pour les Français la ville de Calais (siège de Calais (1558)) avec sa région, anglaises depuis 1347. Cette conquête intervient à l'occasion de l'affrontement entre la France d'Henri II, successeur de son père François Ier, et le Saint-Empire romain germanique et l'Espagne de Charles Quint et de son fils et successeur Philippe II depuis l'abdication de Charles Quint en 1555. En revanche, en août 1557, la France a perdu la bataille de Saint-Quentin où beaucoup de nobles français ont péri. Les deux adversaires alternent ainsi victoires et défaites et le combat qui épuise leurs finances paraît sans fin.
Au printemps 1558, le maréchal de Thermes compte exploiter l'avantage acquis à Calais ; à la tête d'une armée de dix à douze mille hommes, il quitte cette ville fin juin et pénètre en Flandre maritime.

## La bataille
Le maréchal de Thermes arrive devant Dunkerque le 6 juillet et s'en rend maître. Ensuite Bergues et Nieuport subissent le même sort. À chaque fois il laisse ses troupes piller les villes et campagnes et dévaster le pays. Le butin de l'armée française ralentit sa marche. Elle commence le siège de Gravelines mais une armée espagnole sous les ordres de Lamoral, comte d'Egmont, arrive dans la région. Son effectif comprend entre 12  et   15 000 hommes et 3 000 cavaliers. Les Flamands, outrés par les exactions des Français, l'encouragent à les poursuivre et l'assurent de leur soutien. Les Espagnols arrivent ainsi dans le dos des Français à proximité des dunes de Gravelines. Le maréchal de Thermes décide alors la retraite vers Calais qu'il compte gagner en longeant le littoral. Le siège de Gravelines est levé et la ville reste donc espagnole.
Le 13 juillet 1558, les Espagnols attaquent le flanc gauche des Français appuyés à la mer. Une flotte anglaise, alliée de l'Espagne, s'approche au bruit de la canonnade et son artillerie malmène les Français sur leur flanc droit. Prise entre deux feux, l'armée française se débande, perd son unité et devient une proie facile pour les Espagnols et Flamands. Une grande partie de l'armée française est détruite, ceux qui parviennent à s'échapper sont poursuivis par les Flamands, massacrés ou noyés et le maréchal de Thermes est fait prisonnier.

## Conséquences de la bataille
- La bataille fait de l'ordre de 100 morts du coté espagnol, plus de 1000 du côté français , mais le comte d'Egmont est grièvement blessé[2].
- Les officiers espagnols tués sont inhumés dans l'abbaye Saint-Bertin de Saint-Omer, les français de distinction sont enterrés à Oye-Plage[2].

- Paul de La Barthe de Thermes reste prisonnier un an. Il meurt en 1562 à l'âge de 80 ans.
- Philippe II récompense Lamoral d'Egmont de cette belle victoire, qui suit celle de la bataille de Saint-Quentin où son action avait été décisive, en le nommant gouverneur (stathouder) de Flandre et d'Artois.
- Henri II, lassé de la guerre après ce nouveau coup et soucieux de pouvoir consacrer ses forces à lutter contre les progrès de la réforme protestante, privilégie désormais la négociation, ce qui aboutit aux traités du Cateau-Cambrésis des 2 et 3 avril 1559.